# Grottes de Goyet
Pour les articles homonymes, voir Goyet (homonymie).
Les grottes de Goyet se trouvent sur le cours du ruisseau du Struviaux, un peu au sud du hameau belge de Goyet, sur la commune de Gesves, en région du Condroz, dans la province de Namur. Elles sont plus précisément au confluent de ce ruisseau avec le Samson, lui-même affluent de la Meuse en rive droite. Le site est classé au patrimoine national de Belgique depuis 1976. Les grottes de Goyet font partie des quelques sites européens ayant livré à la fois des fossiles de Néandertaliens et d'Homo sapiens.
Après 3 ans de fermeture, les Grottes de Goyet sont de nouveau accessibles au public depuis avril 2022. 

## Description
Creusées dans la roche calcaire carbonifère au fil des millénaires par les eaux du Struviaux (un affluent du Samson), les grottes de Goyet ont sans doute quelques millions d’années. Les eaux d’infiltration ont créé des stalactites et stalagmites qui progressivement prirent des formes et figures fantastiques.

## Historique
Lors de fouilles successives – la première ayant eu lieu en 1868 – furent découverts dans les cavernes des vestiges de grands mammifères préhistoriques. En 1999, un vaste réseau de galeries fut mis au jour.
Les 80 fragments d’ossements humains exhumés dans les années 1860 par le géologue Édouard Dupont, ont été récemment identifiés dans le cadre de la révision des collections de ce site conservées à l'Institut royal des sciences naturelles de Belgique (IRSNB). 

## Occupation préhistorique
L’occupation humaine des grottes de Goyet débute au Paléolithique moyen. Des Néandertaliens ont occupé épisodiquement les grottes entre 120 000 et 40 000 ans avant le présent. Le site de Goyet illustre les pratiques cannibales des Néandertaliens, tel que déjà observé, entre autres, dans la grotte de Krapina en Croatie,. Des restes humains portant des signes caractéristiques de découpe ou de dépeçage, destinés notamment à extraire la moelle des os, ont été ainsi retrouvés. Certains ossements ont pu être utilisés pour réaffuter des silex taillés.
Des Homo sapiens y ont ensuite séjourné entre 20 000 et 12 000 ans avant le présent. 
La sépulture d’un enfant fut mise au jour durant les fouilles de 1999.  De plus, d’autres éléments de type culturel, tels des tubes perforés qui étaient peut-être des flûtes, donnent à penser que les grottes de Goyet étaient encore habitées durant la période néolithique (vers 5000 av. J.-C.).
Un crâne de canidé, qui depuis 1850 intriguait les chercheurs, a pu être daté au carbone 14 en 2002. Il a quelque 33 000 ans et est actuellement identifié comme étant celui d'un chien (et non d'un loup comme on le pensait auparavant), le seul animal domestiqué par l'Homme dès le Paléolithique supérieur. Il s'agit de l'un des fossiles de chien les plus anciens au monde,.

## Génétique
Parmi les anciens individus du Paléolithique supérieur d'Europe, l'individu Goyet Q116-1, vieux de 35 000 ans (culture aurignacienne), porte l'haplogroupe mitochondrial M, que l'on trouve aujourd'hui parmi les populations est-asiatiques, océaniennes et amérindiennes, mais pas dans les populations européennes actuelles. L'individu Goyet Q116-1 et celui trouvé dans la grotte de Tianyuan en Chine, vieux d'environ 40 000 ans, partagent les gènes mitochondriaux d'une femme qui n'a pas contribué à l'ascendance cognatique des autres Eurasiens du Paléolithique supérieur analysés à ce jour.